# Arjun Maini
Arjun Maini (Bangalor, 10 de dezembro de 1997) é um piloto de automóveis indiano que competiu no Campeonato de Fórmula 2 da FIA de 2018 pela equipe Trident Racing, e de algumas corridas da temporada de 2019 pela Campos Racing. De 2017 a 2018, ele também foi piloto de desenvolvimento da equipe de Fórmula 1 Haas.
Ele é o irmão mais velho de Kush Maini, também piloto que compete no Campeonato de Fórmula 2 da FIA, e sobrinho do magnata indiano Chetan Maini.

## Carreira

### GP3 Series
Em 2016, Maini correu pela Jenzer Motorsport na GP3 Series, terminou a temporada na 10ª posição do campeonato apesar de ter perdido as quatro primeiras corridas. Ele também se tornou o primeiro indiano a garantir um pódio na GP3 em Hungaroring, depois de terminar em segundo. Maini também disputou o Grande Prêmio de Macau pela Team Motopark.
O indiano voltou a assinar com a Jenzer para a temporada de 2017, para sua segunda passagem pela GP3 Series. Ele conquistou dois pódios, incluindo uma vitória na corrida rápida no circuito de Barcelona-Catalunha, e terminou em nono no campeonato, duas posições atrás do seu companheiro de equipe Alessio Lorandi.

### Fórmula 2
No final de 2017, ele participou de um teste pós-temporada em Abu Dhabi com as equipes do Campeonato de Fórmula 2 da FIA Trident Racing e Russian Time. Maini assinou contrato com a Trident para a disputa da temporada de 2018, em parceria com o piloto de desenvolvimento da equipe Haas F1 Team, Santino Ferrucci.
Maini substituiu Dorian Boccolacci na equipe Campos Racing a partir da rodada de Spielberg, que fez parte da temporada de 2019 da Fórmula 2. Ele correu em seis corridas, sem marcar pontos, antes de ser substituído por Marino Sato.

### Fórmula 1
Em maio de 2017, foi anunciado que a equipe Haas F1 contratou Maini como piloto de desenvolvimento. Ele permaneceu nessa função ao longo de 2018.